# Llista de topònims de Blancafort
Llista de topònims (noms propis de lloc) del municipi de Blancafort, a la Conca de Barberà
Informació actualitzada per un bot. Els canvis manuals es perdran quan s'actualitzi!

## cabana
| imatge | Nom           | Ubicat a   | instància de | Detalls | coordenades                                                         | Protecció | Commons (més fotos) | Dades a WD                    |
| ------ | ------------- | ---------- | ------------ | ------- | ------------------------------------------------------------------- | --------- | ------------------- | ----------------------------- |
|        | l'Era del Po  | Blancafort | cabana       |         | 41° 26′ 29″ N, 1° 09′ 37″ E / 41.4413636285076°N,1.16020667460891°E |           |                     | Modifica les dades a Wikidata |
|        | l'Era del Xic | Blancafort | cabana       |         | 41° 26′ 16″ N, 1° 09′ 09″ E / 41.4378805062662°N,1.15250117096988°E |           |                     | Modifica les dades a Wikidata |
|        | les Eres      | Blancafort | cabana       |         | 41° 26′ 12″ N, 1° 09′ 17″ E / 41.4367996835978°N,1.1547460918445°E  |           |                     | Modifica les dades a Wikidata |

## casa
| imatge | Nom                         | Ubicat a   | instància de | Detalls                                                                   | coordenades                                                                                                | Protecció                                  | Commons (més fotos) | Dades a WD                    |
| ------ | --------------------------- | ---------- | ------------ | ------------------------------------------------------------------------- | --- | ------------------------------------------ | ------------------- | ----------------------------- |
|        | Cal Militar                 | Blancafort | casa         | Arquitecte: Ricard Giralt i Casadesús Estil: arquitectura modernista 1915 | 41° 26′ 18″ N, 1° 09′ 32″ E / 41.438333333333°N,1.1588888888889°E ca:Carrer Jaume I, 2 - Carrer de Dalt, 6 | bé cultural d'interès local                |                     | Modifica les dades a Wikidata |
|        | Can Cavaller                | Blancafort | casa         | Estil: arquitectura barroca                                               | 41° 26′ 15″ N, 1° 09′ 34″ E / 41.437378°N,1.159514°E                                                       | bé cultural d'interès local                |                     | Modifica les dades a Wikidata |
|        | Can Saumell                 | Blancafort | casa         |                                                                           | 41° 26′ 18″ N, 1° 09′ 32″ E / 41.438274°N,1.158885°E                                                       | bé integrant del patrimoni cultural català |                     | Modifica les dades a Wikidata |
|        | Carrer de Dalt, 23-25       | Blancafort | casa         | Estil: arquitectura popular                                               | 41° 26′ 17″ N, 1° 09′ 35″ E / 41.438118°N,1.1596°E                                                         | bé integrant del patrimoni cultural català |                     | Modifica les dades a Wikidata |
|        | casa al carrer Argentina, 4 | Blancafort | casa         | Estil: arquitectura popular                                               | 41° 26′ 17″ N, 1° 09′ 34″ E / 41.438017°N,1.159371°E                                                       | bé integrant del patrimoni cultural català |                     | Modifica les dades a Wikidata |

## corral
| imatge | Nom               | Ubicat a   | instància de | Detalls | coordenades                                                         | Protecció | Commons (més fotos) | Dades a WD                    |
| ------ | ----------------- | ---------- | ------------ | ------- | ------------------------------------------------------------------- | --------- | ------------------- | ----------------------------- |
|        | corral del Fuster | Blancafort | corral       |         | 41° 27′ 38″ N, 1° 08′ 08″ E / 41.4604761762948°N,1.13558805661795°E |           |                     | Modifica les dades a Wikidata |
|        | corral del Moix   | Blancafort | corral       |         | 41° 27′ 39″ N, 1° 08′ 09″ E / 41.46088429568°N,1.1357587628637°E    |           |                     | Modifica les dades a Wikidata |

## edifici
| imatge | Nom                                 | Ubicat a   | instància de | Detalls                         | coordenades                                                                         | Protecció                                  | Commons (més fotos)      | Dades a WD                    |
| ------ | ----------------------------------- | ---------- | ------------ | ------------------------------- | ----------------------------------------------------------------------------------- | ------------------------------------------ | ------------------------ | ----------------------------- |
|        | Celler Vell                         | Blancafort | edifici      | Estil: noucentisme 20th century | 41° 26′ 13″ N, 1° 09′ 36″ E / 41.43688°N,1.160003°E ca:Pl. dels Arbres, 11 420 msnm | bé integrant del patrimoni cultural català | Celler Vell (Blancafort) | Modifica les dades a Wikidata |
|        | Celler de la Societat de Blancafort | Blancafort | edifici      | Estil: noucentisme              | 41° 26′ 13″ N, 1° 09′ 40″ E / 41.437°N,1.16124°E                                    | bé integrant del patrimoni cultural català |                          | Modifica les dades a Wikidata |

## font
| imatge | Nom             | Ubicat a   | instància de | Detalls                                      | coordenades                                                                                       | Protecció                   | Commons (més fotos)       | Dades a WD                    |
| ------ | --------------- | ---------- | ------------ | -------------------------------------------- | ------------------------------------------------------------------------------------------------- | --------------------------- | ------------------------- | ----------------------------- |
|        | Font pública    | Blancafort | font         | Estil: arquitectura neoclàssica 19th century | 41° 26′ 18″ N, 1° 09′ 32″ E / 41.438231°N,1.158859°E ca:Pl. dels Arbres - pl. Mn. Gaietà 425 msnm | bé cultural d'interès local | Font pública (Blancafort) | Modifica les dades a Wikidata |
|        | font del Cepell | Blancafort | font         |                                              | 41° 25′ 57″ N, 1° 09′ 51″ E / 41.432518240365°N,1.1640974091246°E                                 |                             |                           | Modifica les dades a Wikidata |

## masia
| imatge | Nom                | Ubicat a   | instància de | Detalls | coordenades                                                         | Protecció | Commons (més fotos) | Dades a WD                    |
| ------ | ------------------ | ---------- | ------------ | ------- | ------------------------------------------------------------------- | --------- | ------------------- | ----------------------------- |
|        | Mas de la Victòria | Blancafort | masia        |         | 41° 26′ 25″ N, 1° 09′ 29″ E / 41.4402495769438°N,1.15813149673612°E |           |                     | Modifica les dades a Wikidata |
|        | Mas del Miret      | Blancafort | masia        |         | 41° 27′ 51″ N, 1° 09′ 01″ E / 41.464175°N,1.15032167°E 594 msnm     |           |                     | Modifica les dades a Wikidata |
|        | Mas del Moix       | Blancafort | masia        |         | 41° 27′ 34″ N, 1° 08′ 29″ E / 41.4593383036234°N,1.14152340110229°E |           |                     | Modifica les dades a Wikidata |
|        | el Casalot         | Blancafort | masia        |         | 41° 27′ 32″ N, 1° 09′ 08″ E / 41.4590140215514°N,1.15214079287078°E |           |                     | Modifica les dades a Wikidata |
|        | el Masó            | Blancafort | masia        |         | 41° 26′ 01″ N, 1° 09′ 39″ E / 41.43350351204°N,1.16095531246666°E   |           |                     | Modifica les dades a Wikidata |

## muntanya
| imatge | Nom                                  | Ubicat a                          | instància de | Detalls | coordenades                                                         | Protecció | Commons (més fotos) | Dades a WD                    |
| ------ | ------------------------------------ | --------------------------------- | ------------ | ------- | ------------------------------------------------------------------- | --------- | ------------------- | ----------------------------- |
|        | Tossal Gros (Vallbona de les Monges) | Vallbona de les Monges Blancafort | muntanya     |         | 41° 28′ 43″ N, 1° 07′ 42″ E / 41.4785°N,1.1284°E                    |           |                     | Modifica les dades a Wikidata |
|        | Tossal d'en Punyet                   | Montblanc Blancafort Pira         | muntanya     |         | 41° 25′ 37″ N, 1° 10′ 22″ E / 41.42699167°N,1.17273889°E 611.4 msnm |           |                     | Modifica les dades a Wikidata |
|        | el Reguer                            | Blancafort                        | muntanya     |         | 41° 27′ 15″ N, 1° 08′ 07″ E / 41.4543°N,1.13538°E 585.3 msnm        |           |                     | Modifica les dades a Wikidata |

## vèrtex geodèsic
| imatge | Nom              | Ubicat a   | instància de    | Detalls   | coordenades                                                       | Protecció | Commons (més fotos) | Dades a WD                    |
| ------ | ---------------- | ---------- | --------------- | --------- | ----------------------------------------------------------------- | --------- | ------------------- | ----------------------------- |
|        | Corral de Iborra | Blancafort | vèrtex geodèsic | Alt: 1.2m | 41° 27′ 16″ N, 1° 08′ 07″ E / 41.454338°N,1.135366°E 587.448 msnm |           |                     | Modifica les dades a Wikidata |
|        | Puñet            | Blancafort | vèrtex geodèsic | Alt: 1.2m | 41° 25′ 37″ N, 1° 10′ 22″ E / 41.426884°N,1.172688°E 512.519 msnm |           |                     | Modifica les dades a Wikidata |

## Misc
| imatge | Nom                             | Ubicat a   | instància de                                   | Detalls                                  | coordenades                                                                      | Protecció                                  | Commons (més fotos)           | Dades a WD                    |
| ------ | ------------------------------- | ---------- | ---------------------------------------------- | ---------------------------------------- | -------------------------------------------------------------------------------- | ------------------------------------------ | ----------------------------- | ----------------------------- |
|        | Blancafort                      | Blancafort | entitat singular de població capital municipal | 393 hab                                  | 41° 26′ 16″ N, 1° 09′ 35″ E / 41.4378376°N,1.15964222°E 430 msnm                 |                                            |                               | Modifica les dades a Wikidata |
|        | La Plaça                        | Blancafort | plaça                                          | Estil: arquitectura popular              | 41° 26′ 16″ N, 1° 09′ 33″ E / 41.437832°N,1.15928°E ca:Pl. Vella 424 msnm        | bé integrant del patrimoni cultural català | La Plaça (Blancafort)         | Modifica les dades a Wikidata |
|        | Safaretjos públics              | Blancafort | safareig                                       | Estil: noucentisme                       | 41° 26′ 15″ N, 1° 09′ 32″ E / 41.437414°N,1.158859°E                             | bé integrant del patrimoni cultural català |                               | Modifica les dades a Wikidata |
|        | Santa Magdalena de Blancafort   | Blancafort | església                                       | Estil: arquitectura barroca 18th century | 41° 26′ 18″ N, 1° 09′ 31″ E / 41.438412°N,1.1587°E ca:Pl. Mossèn Gaietà 430 msnm | bé cultural d'interès local                | Santa Magdalena de Blancafort | Modifica les dades a Wikidata |
|        | casa consistorial de Blancafort | Blancafort | casa consistorial                              |                                          | 41° 26′ 17″ N, 1° 09′ 33″ E / 41.4379248°N,1.1592809°E                           |                                            |                               | Modifica les dades a Wikidata |